# 2004年俄罗斯总统选举
2004年俄罗斯总统选举于2004年3月14日在俄罗斯举行。
选举結果，弗拉基米尔·普京以71.9%的得票率順利连任。